# Mikołaj Budziszyn
Mikołaj Budziszyn z Krakowa (Mikołaj Budissen, Mikołaj Bawdysen, Nicolaus Budissen, Nicolaus Baudissin) (ur. ok. 1383, zm. ok. 1424) – polski teolog i filozof.

## Życiorys
Jego rodzina pochodziła z Budziszyna, mieszkała jednak w Krakowie i tam mógł się urodzić Mikołaj, syn mieszczanina Pawła. W 1400 wstąpił na Uniwersytet Krakowski. Był jednym z pierwszych studentów, którzy na tym uniwersytecie uzyskali całkowite wykształcenie na trzech fakultetach: sztuk wyzwolonych, filozofii i teologii. Uzyskiwał tam stopnie bakałarza (1402/1403), magistra filozofii (1403/1404). Przed 23 kwietnia 1416 został bakałarzem biblijnym, przed 18 października 1422 uzyskał licencjat teologii, a następnie doktorem Wydziału Teologii Uniwersytetu Krakowskiego .
Wykładał na Wydziale Artium (w 1415 był jego dziekanem), a następnie Teologii. W 1416 był rektorem Uniwersytetu Krakowskiego .

## Poglądy
Jedynym pewnym dziełem jest jego komentarz do I księgi Sentencji Piotra Lombarda. Wynika z nich, że na Mikołaja wpływ miały intelektualne prądy Uniwersytetu Praskiego (m.in. Mensona z Beckhausen). Ponieważ nigdy tam nie studiował, wpływ ten wywierał prawdopodobnie poprzez profesora teologii Franciszka z Brzegu. Mikołaj prezentować miał stanowisko umiarkowanego realizmu i augustianizmu . 

## Dzieła
- Principium super I librum "Sententiarum" (Wykład wstępny do pierwszej księgi "Sentencji" Piotra Lombarda, w rękopisie,
- dzieła o niepewnym autorstwie: komentarz do Etyki nikomachejskiej Arystotelesa i kazanie na narodzenie Chrystusa